# José Manuel Marroquín Osorio
José Manuel Marroquín Osorio (Bogotá, 1874-Ibídem, 1943) fue un escritor, catedrático, educador, biógrafo, teólogo, licenciado en derecho canónico, filántropo, historiador y sacerdote católico colombiano.
Marroquín era un experimentado académico, siendo miembro de la Academia Colombiana de Historia (de la que llegó a ser presidente), miembro correspondiente de la Real Academia de Ciencias y de las Artes, en Madrid; Miembro activo de la Sociedad de Mejoras y Ornato de Bogotá y miembro correspondiente del Centro de Historia de Tunja.
Apodado Il Abate, Marroquín fue camarero secreto del papa. También fue educador de gran trayectoria, llegando a ser  maestro de la Universidad del Rosario.

## Obras
- Don José Manuel Marroquín intimo (1915).
- El Moro (1921).
- Oración conmemorativa en el solemne funeral que la Academia Colombiana de Historia celebró en la Iglesia de San Francisco con motivo del XXV aniversario de su fundación, mayo 11 de 1927 (1927).
- Oradores sagrados de la Generación del Centenario (1936).

- Origen y desarrollo de la jerarquía eclesiástica en Santafé de Bogotá, en: Boletín de Historia y Antigüedades (1938).